# 몽펠리에 개신교신학대학교
몽펠리에 개신교신학대학교(Faculté de Théologie protestante de Montpellier
)은 개신교 신학 교육을 제공하고 학사, 석사, 박사 학위를 수여하는 대학 기관이다. 이 신학대학은 1996년에 설립 400주년을 기념하였다. 몽펠리에 루이-페리에르 거리 13번지에 위치해 있다. 한국에서는 장 앙살디교수와 그의 후임 장-다니엘 꼬스 교수의 제자인 예명대학원대학교의 강응섭 박사가 이 학교 출신이다.

## 설립과 역사
몽펠리에 개신교신학대학교은 여러 기관의 전통을 계승하고 있다. 1596년에 설립된 몽펠리에 개신교 대학과 1598년에 설립된 몽토방 및 퓌라랑스 대학, 그리고 1808년부터 1919년까지 존재한 몽토방 개신교 신학대학이 그 뿌리이다. 몽토방에 세워진 개신교 신학대학은 1808년 9월 17일 제정된 제국 칙령에 의해 설립되었으며, 1906년까지 툴루즈 대학교에 소속되었다. 1905년 교회와 국가 분리법 이후로는 재정적·행정적으로 개혁교회에만 소속된 사립 고등교육 기관이 되었다. 제1차 세계대전 이후인 1919년에 같은 교수진과 함께 몽펠리에로 이전하였다. 1972년 이후 몽펠리에 개신교신학대학교은 파리 개신교 신학대학과 함께 개신교 신학원(Institut protestant de théologie)을 구성하고 있다. 이 신학원은 프랑스 개혁교회와 프랑스 복음 루터교회 두 교회의 주도로 설립되었으며, 두 교회는 2013년부터 프랑스 연합 개신교회로 통합되었다. 개신교 신학원은 2005년부터 공익법인으로 인정받았고, 1981년부터는 프랑스 교육부의 재정 지원을 받고 있다.

## 같이 보기
- 강응섭
- 장 앙살디
- 장-다니엘 꼬스